# Predator (créature)
Pour les articles homonymes, voir Predator.
Les Predators ou Prédateurs au Québec, également appelés Yautja dans des romans, constituent une espèce extraterrestre fictive caractérisée par la pratique rituelle de la chasse aux trophées d'autres formes de vie. Initialement imaginée par les scénaristes Jim et John Thomas et conçue par l'artiste d'effets spéciaux Stan Winston, l'espèce fait sa première apparition en tant qu'antagoniste dans le film de science-fiction et d'action Predator de 1987, réalisé par John McTiernan. Décrits comme de grands êtres humanoïdes sapients et sensibles, dotés d'une technologie avancée telle qu'un camouflage actif, des armes à énergie dirigée et des vaisseaux spatiaux interstellaires, ils deviennent des figures emblématiques des antagonistes horrifiques de la fin du XXe siècle, mêlant les codes des tueurs en série avec des éléments d'invasion extraterrestre et de récits de survie militaires.
Le succès de Predator conduit à l'établissement de la franchise Predator. Celle-ci comprend plusieurs suites et préquelles directes : Predator 2 (1990), Predators (2010), The Predator (2018), Prey (2022), Predator: Killer of Killers (2025) et Predator: Badlands (2025), ainsi qu'un ensemble de médias d'univers étendu, incluant des bandes dessinées, des romans et des jeux vidéo. Ces œuvres développent davantage la mythologie fictionnelle de l'espèce, qui attribuent aux créatures des noms tels que Yautja, Hish-Qu-Ten et Skin Thieves (Voleurs de Peau), et explorent des aspects de leur langage, de leur hiérarchie sociale et de leurs pratiques culturelles.
À partir de crossover de bandes dessinées publiées dans les années 1990 sous le label Alien vs. Predator, les Predators interagissent ultérieurement avec la série de films Alien, opposant les Predators au personnage extraterrestre éponyme. Cette convergence narrative aboutit à deux films crossover sortis au cinéma : Alien vs. Predator (2004) et Aliens vs. Predator: Requiem (2007), qui intègrent davantage les deux univers fictionnels et étendent la mythologie des deux personnages.

## Conception et création
La conception du Predator résulte du travail de l'artiste d'effets spéciaux Stan Winston,,. L'idée des mandibules, caractéristique distinctive de la créature, émerge lors d'un vol vers le Japon en compagnie de James Cameron, le réalisateur du film Aliens, le retour. Alors que Winston, chargé de la conception du Predator, réalise des esquisses, Cameron exprime son intérêt pour un design intégrant des mandibules, élément que Winston incorpore par la suite. Le studio de Stan Winston se voit confier la création de l'ensemble des effets physiques pour Predator et Predator 2, incluant la confection du costume porté par l'acteur Kevin Peter Hall et la mise au point des mécanismes animant le visage de la créature. L'engagement du studio intervient après l'échec de précédentes tentatives pour matérialiser un monstre convaincant, dont l'une impliquait Jean-Claude Van Damme dans un costume très différent.
Initialement, le Predator arbore un long cou, une tête évoquant celle d'un chien et un unique œil. Cette configuration est cependant abandonnée face à la complexité qu'elle représente pour le tournage dans les environnements denses de la jungle. La responsabilité des effets de maquillage est d'abord attribuée à la Boss Film Creature Shop de Richard Edlund. Néanmoins, des difficultés rencontrées lors du tournage au Mexique conduisent à un transfert de cette responsabilité à Stan Winston. Selon Steve Johnson, ancien superviseur du maquillage chez Boss Films, l'échec initial du maquillage est imputable à une conception peu fonctionnelle imaginée par le réalisateur John McTiernan, intégrant notamment des extensions de jambes de trente centimètres qui conféraient au Predator une démarche avec des jambes arquées vers l'arrière, à l'image d'un satyre. Ce design s'avère incompatible avec les conditions de tournage en jungle. Après six semaines de production dans les jungles de Palenque, au Mexique, le tournage est interrompu afin de permettre à Winston de concevoir un nouveau Predator. Ce processus dure huit mois, après quoi le tournage reprend pendant cinq semaines, s'achevant en février 1987,.

## Incarnations à l'écran
Le rôle du Predator connaît une évolution notable à travers les différents films de la franchise. Initialement, Jean-Claude Van Damme est suggéré par la directrice de casting Jackie Burch pour incarner la créature, l'idée étant d'exploiter son expertise en arts martiaux pour dépeindre un chasseur agile et furtif, à la manière d'un ninja. Le premier costume conçu, avec son allure de mante religieuse, impose à Van Damme de se déplacer sur des échasses en raison de la posture des jambes reptiliennes pliées vers l'arrière et de la longueur des bras. Toutefois, la nature boueuse du terrain de tournage dans la jungle mexicaine rend cette approche irréalisable.
La comparaison avec les autres acteurs principaux, Arnold Schwarzenegger, Carl Weathers et Jesse Ventura, dont la carrure de culturistes est bien établie, met en évidence la nécessité d'un interprète à la stature plus imposante. Van Damme est alors remplacé par Kevin Peter Hall, acteur et mime mesurant 2,18 m, qui venait d'incarner le Bigfoot dans Bigfoot et les Henderson. Hall incarne le Predator dans Predator (1987) et Predator 2 (1990). Fort de sa formation en mime, il intègre des mouvements inspirés des danses tribales dans sa performance, notamment lors de l'affrontement final du premier film. La voix caractéristique du Predator est l'œuvre de Peter Cullen, qui utilise un grognement ponctué de clics pour préserver sa voix, une technique qu'il avait déjà employée pour les effets vocaux non crédités de King Kong dans le film éponyme de 1976.
Pour Predator 2, Danny Glover, fervent supporter des Lakers de Los Angeles, suggère d'intégrer des membres de l'équipe comme Predators figurants, une proposition que Kevin Peter Hall concrétise en persuadant certains joueurs de participer au tournage avec un court préavis. Tragiquement, Kevin Peter Hall décède peu après la sortie de Predator 2. Les vocalisations des Predators dans ce second opus sont assurées par Hal Rayle.
Dans Alien vs. Predator (2004), l'acteur gallois Ian Whyte, culminant à 2,16 m, reprend le costume, incarnant le Predator « Scar ». Whyte retrouve ce rôle pour Aliens vs. Predator: Requiem (2007), où il interprète le Predator  « Wolf ».
Le film Predators (2010) introduit une nouvelle sous-espèce, les « Super Predators Noirs » (Black Super Predators), interprétés par Brian Steele et Carey Jones. Ces créatures enlèvent des humains et les déposent sur leur planète afin de les soumettre à un jeu de survie macabre. En hommage au film original, Derek Mears incarne le  « Predator classique », dont l'apparence est fidèle à la créature de 1987.
Dans The Predator (2018), le cascadeur Brian A. Prince, mesurant 2,08 m , se glisse dans le costume du Predator  « standard », un individu qui a dérobé une arme nommée le  « Predator Killer» et qui se retrouve pourchassé par un Predator génétiquement amélioré de taille supérieure. Ce dernier est principalement réalisé en images de synthèse, bien que Prince et l'acteur canadien Kyle Strauts (2,06 m) aient servi de doublures sur le plateau,.
Le préquel Prey présente une version plus primitive du Predator, interprétée par Dane DiLiegro. Cette itération privilégie la force brute et le combat rapproché aux tactiques furtives des Predators ultérieurs, utilisant des lances et des flèches à pointes métalliques plutôt que des armes à plasma. Son masque est fabriqué en os, contrairement à l'acier lisse des versions ultérieures, bien qu'il remplisse une fonction similaire. Malgré une apparence inhabituelle, ce Predator respecte le code d'honneur de son espèce et épargne les êtres qu'il ne considère pas comme une menace.
Pour Predator: Badlands, le cascadeur Dimitrius Schuster-Koloamatangi prête ses traits à un jeune Predator chétif nommé Dek. Pour ce personnage, le corps est rendu par un costume de Predator traditionnel, tandis que le visage est animé par la technologie de capture de mouvement,.

## Jeux vidéo
Dans le jeu de tir à la première personne Call of Duty: Ghosts, le Predator se manifeste en tant que killstreak caché sur la carte multijoueur Ruins, accessible via le pack d'extension Devastation. Un joueur peut brièvement prendre le contrôle du Predator en accomplissant un Ordre de Terrain et en récupérant un colis stratégique. Par ailleurs, le Predator est intégré comme personnage invité jouable par le biais de contenu téléchargeable dans le jeu de combat Mortal Kombat X, où il se retrouve opposé à un Alien.
Dans le jeu vidéo Tom Clancy's Ghost Recon Wildlands, un événement à durée limitée intitulé The Hunt est déployé le 14 décembre 2017. Pendant cet événement, les joueurs ont la possibilité de participer à une mission de campagne additionnelle se déroulant dans le district de Caimanes, l'objectif étant d'affronter le Predator. Cet événement prend fin en janvier 2018.